# 帕邁拉 (緬因州)
帕邁拉（英語：Palmyra）是一個位於美國緬因州薩默塞特縣的鎮。

## 人口
根據2020年美國人口普查的數據，帕邁拉的面積為107.33平方千米，當中陸地面積為104.01平方千米，而水域面積為3.32平方千米。當地共有人口1924人，而人口密度為每平方千米18人。